# Tetrastigma gaudichaudianum
Tetrastigma gaudichaudianum är en vinväxtart som beskrevs av Jules Émile Planchon. Tetrastigma gaudichaudianum ingår i släktet Tetrastigma och familjen vinväxter. Inga underarter finns listade i Catalogue of Life.